# デニス・ミッチェル
デニス・ミッチェル（Dennis Allen Mitchell、1966年2月20日 - ）は、アメリカ合衆国ノースカロライナ州出身の陸上競技選手。1992年バルセロナオリンピックの銅メダリストである。

## 経歴
ミッチェルが22歳のとき初めて出場した1988年ソウルオリンピックでは、100mで10秒04と、3位のカルヴィン・スミスに100分の5秒届かず4位に終わる。さらに優勝候補であった4×100mリレーでも、予選でアメリカチームはバトン引継ぎミスで決勝に残れず、ミッチェルは金メダルを逸している。
1989年、ミッチェルは全米学生選手権の200mを制す。1991年の東京の世界選手権の1か月前、スイスのチューリヒの競技会で、ミッチェルとマイク・マーシュ、リロイ・バレル、カール・ルイスで構成されたアメリカチームが37秒67の世界新記録（当時）を樹立。前年にフランスに奪われていた世界記録を取り戻した。1か月後の世界選手権では、ミッチェルは100mで9秒91の自己ベストを出し銅メダルを獲得。さらに、ミッチェルとアンドレ・ケーソン、バレル、ルイスで挑んだ4×100mリレーでは、先月の世界記録をさらに更新する37秒50の世界新記録（当時）で金メダルを獲得した。
1992年、ミッチェルは初めて全米選手権を制した（1994年・1996年も制している）。1992年バルセロナオリンピックの100mでは、イギリスのリンフォード・クリスティ、ナミビアのフランク・フレデリクスに次いで銅メダルを獲得するにとどまった。しかし、ミッチェルとマーシュ、バレル、ルイスで挑んだ4×100mリレーは、37秒40の世界新記録（当時）で金メダルを獲得した。
1993年のシュトゥットガルトの世界選手権100mで、ミッチェルは世界大会3年連続となる銅メダルを獲得。4×100mリレーも前年の世界記録（当時）と並ぶ37秒40で3大会連続の金メダルとなった。
1995年のイェーテボリの世界選手権は100m予選で故障し途中棄権する。翌年の1996年アトランタオリンピックでは、100mに出場したが9秒99で、ソウル大会と同じく惜しくも4位に終わった。4×100mリレーにも出場したが、100mの金メダルのドノバン・ベイリー擁するカナダの前に銀メダルを獲得するにとどまった。
1998年、ミッチェルは、高レベルのテストステロンが検出されたため、IAAFから2年間の出場停止処分を下される。彼は、「ビール5本と妻と4回以上行ったセックスが原因である」と反論し、アメリカの陸連は受け入れたが、IAAFからは却下された。
2001年、ミッチェルはエドモントンの世界選手権に出場。4×100mリレーで1位となり金メダルを獲得したが、後に、メンバーの一人であったティム・モンゴメリが薬物違反で失格となったため、失格となった。
スタート前の独特のパフォーマンスが特徴的で（奇声を発する、変わったダンスをするなど）日本ではそれなりに人気があったが、同じ組で走る選手たちは不満だったようである。

## 自己ベスト
- 100m - 9秒91 （1991年）

## 主な実績
| 年   | 大会                     | 場所                         | 種目         | 結果 | 記録   |
| ---- | ------------------------ | ---------------------------- | ------------ | ---- | ------ |
| 1988 | オリンピック             | ソウル（韓国）               | 100m         | 4位  | 10秒04 |
| 1991 | 世界陸上選手権           | 東京（日本）                 | 100m         | 3位  | 9秒91  |
| 1991 | 世界陸上選手権           | 東京（日本）                 | 4×100mリレー | 1位  | 37秒50 |
| 1992 | オリンピック             | バルセロナ（スペイン）       | 100m         | 3位  | 10秒04 |
| 1992 | オリンピック             | バルセロナ（スペイン）       | 4×100mリレー | 1位  | 37秒40 |
| 1993 | 世界陸上選手権           | シュトゥットガルト（ドイツ） | 100m         | 3位  | 9秒99  |
| 1993 | 世界陸上選手権           | シュトゥットガルト（ドイツ） | 4×100mリレー | 1位  | 37秒48 |
| 1994 | IAAFグランプリファイナル | パリ（フランス）             | 100m         | 1位  | 10秒12 |
| 1996 | オリンピック             | アトランタ（アメリカ合衆国） | 100m         | 4位  | 9秒99  |
| 1996 | オリンピック             | アトランタ（アメリカ合衆国） | 4×100mリレー | 2位  | 38秒05 |
| 1996 | IAAFグランプリファイナル | ミラノ（イタリア）           | 100m         | 1位  | 9秒91  |
| 2001 | 世界陸上選手権           | エドモントン（カナダ）       | 4×100mリレー | -    | DQ     |